# Cantone di Allaire
Il Cantone di Allaire era una divisione amministrativa dell'arrondissement di Créteil.
È stato soppresso a seguito della riforma complessiva dei cantoni del 2014, che è entrata in vigore con le elezioni dipartimentali del 2015.
Comprendeva i comuni di:
- Allaire
- Béganne
- Peillac
- Rieux
- Saint-Gorgon
- Saint-Jacut-les-Pins
- Saint-Jean-la-Poterie
- Saint-Perreux
- Saint-Vincent-sur-Oust